# يوهانس فريتش
يوهانس فريتش (بالألمانية: Johannes Fritsch)‏ هو ملحن ألماني، ولد في 27 يوليو 1941 في أورباخ ‏ في ألمانيا، وتوفي في 29 أبريل 2010 في بون في ألمانيا.

## وصلات خارجية
- يوهانس فريتش على موقع IMDb (الإنجليزية)
- يوهانس فريتش على موقع ميوزك برينز (الإنجليزية)
- يوهانس فريتش على موقع أول ميوزيك (الإنجليزية)
- يوهانس فريتش على موقع ديسكوغز (الإنجليزية)